# 文化のみち二葉館
文化のみち二葉館（ぶんかのみちふたばかん）は、愛知県名古屋市東区橦木町にある展示施設。旧川上貞奴邸（きゅうかわかみさだやっこてい）とも呼ばれる。文化のみちを構成する施設であり、「白壁・主税・橦木町並み保存地区」のすぐ外側にある。

## 歴史

### 東二葉町時代

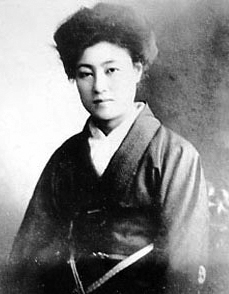
川上貞奴

もとは名古屋市東区東二葉町（現・白壁三丁目）に建っていた。「電力王」と呼ばれた実業家の福澤桃介と日本の女優第1号である川上貞奴が、1920年（大正9年）から1926年（大正15年）までの6年間を共に暮らした旧邸宅である。
桃介が貞奴と居住するために住宅専門会社「あめりか屋」に依頼し建設されたもので、当時あった場所が東二葉町であったことや、和洋折衷建築の斬新な外観やその豪華さから、二葉御殿と呼ばれていた。
しかし、桃介が隠居のため東京へ戻ると貞奴も拠点を東京に移し、しばらくの間は東京と名古屋を行き来する生活を送っていたが、1937年（昭和12年）には貞奴によって敷地や建物が東西に分割処分された。このうち建物の東半部は取り壊されたが、西半部は大同製鋼（現・大同特殊鋼）の取締役であった川崎舎恒三に売却され増改築がなされた。その後、大同特殊鋼の所有となり「大同特殊鋼二葉荘」として使用されていた。

### 移築後
2000年（平成12年）2月、株式会社大同ライフサービスから寄付を受けた名古屋市が現在地へ移築復元し、2005年（平成17年）2月8日に文化のみちの拠点施設である文化のみち二葉館が開館した。開館翌日の2月9日には主屋と蔵が国の登録有形文化財に登録された
。

## 展示

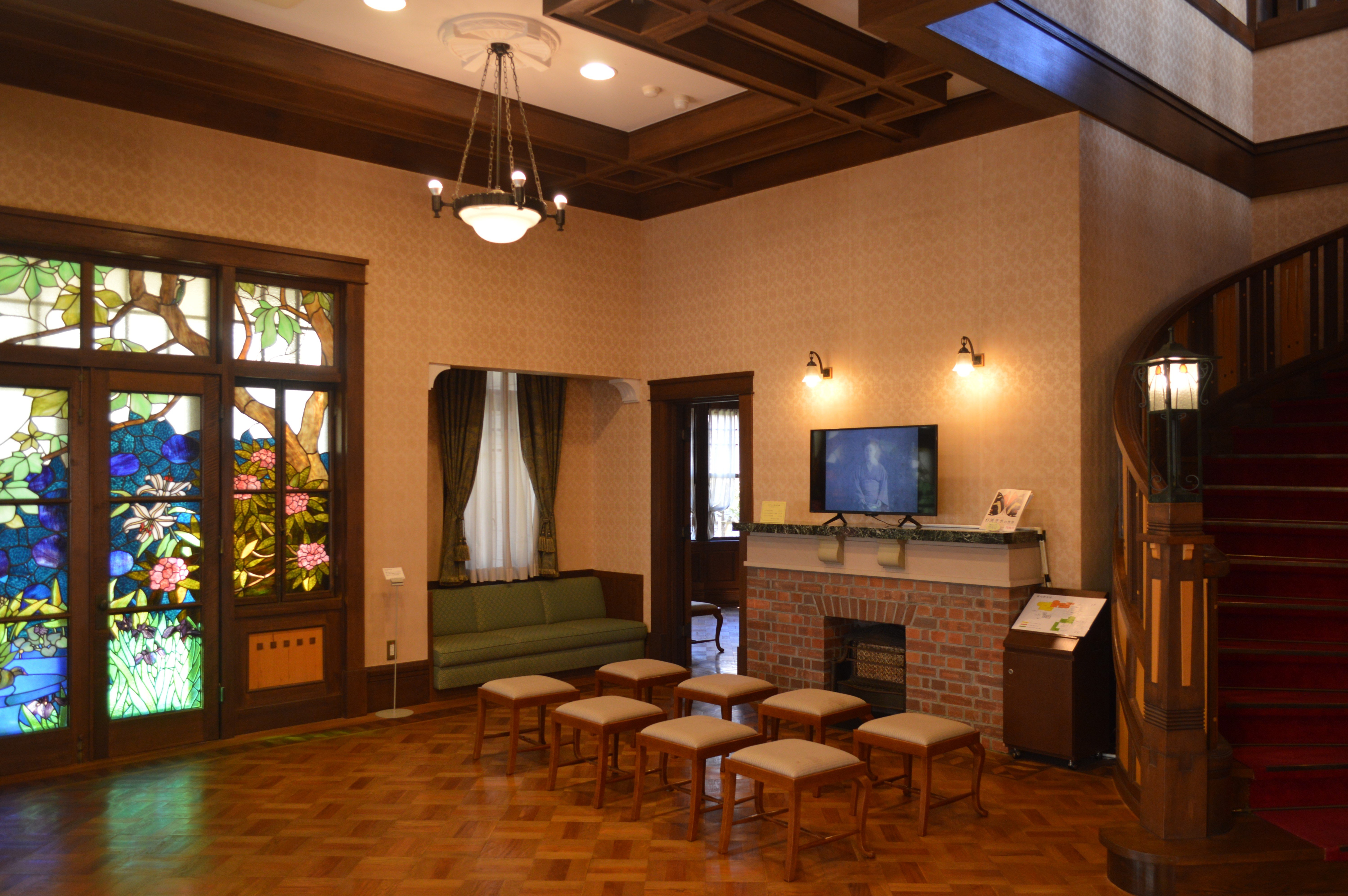
大広間

### 1階
大広間のステンドグラスや川上貞奴の生涯を紹介するパネルとあわせて、主に女優として活躍していた頃の資料、愛用の品など生活の様子を展示している。

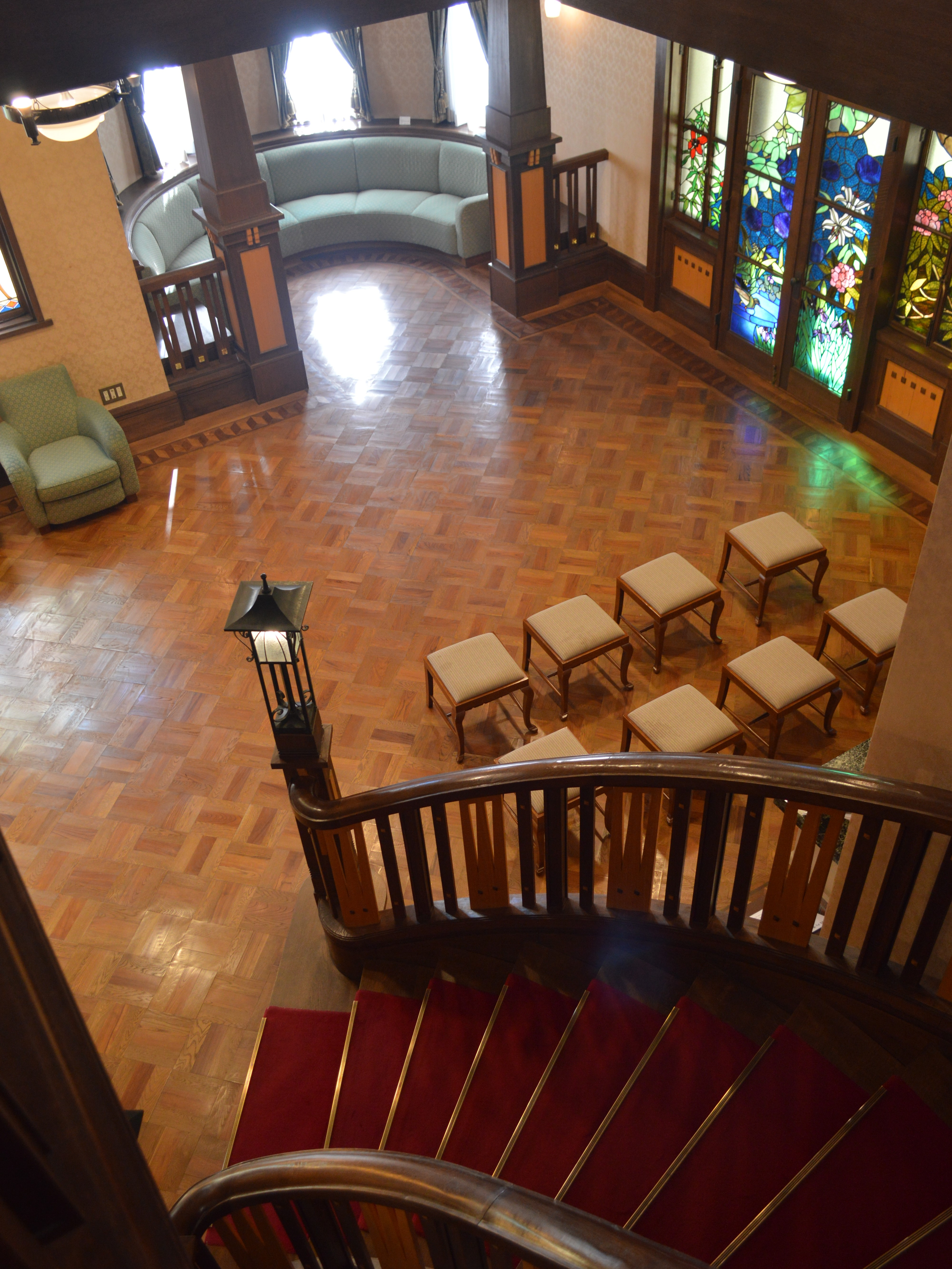
大広間
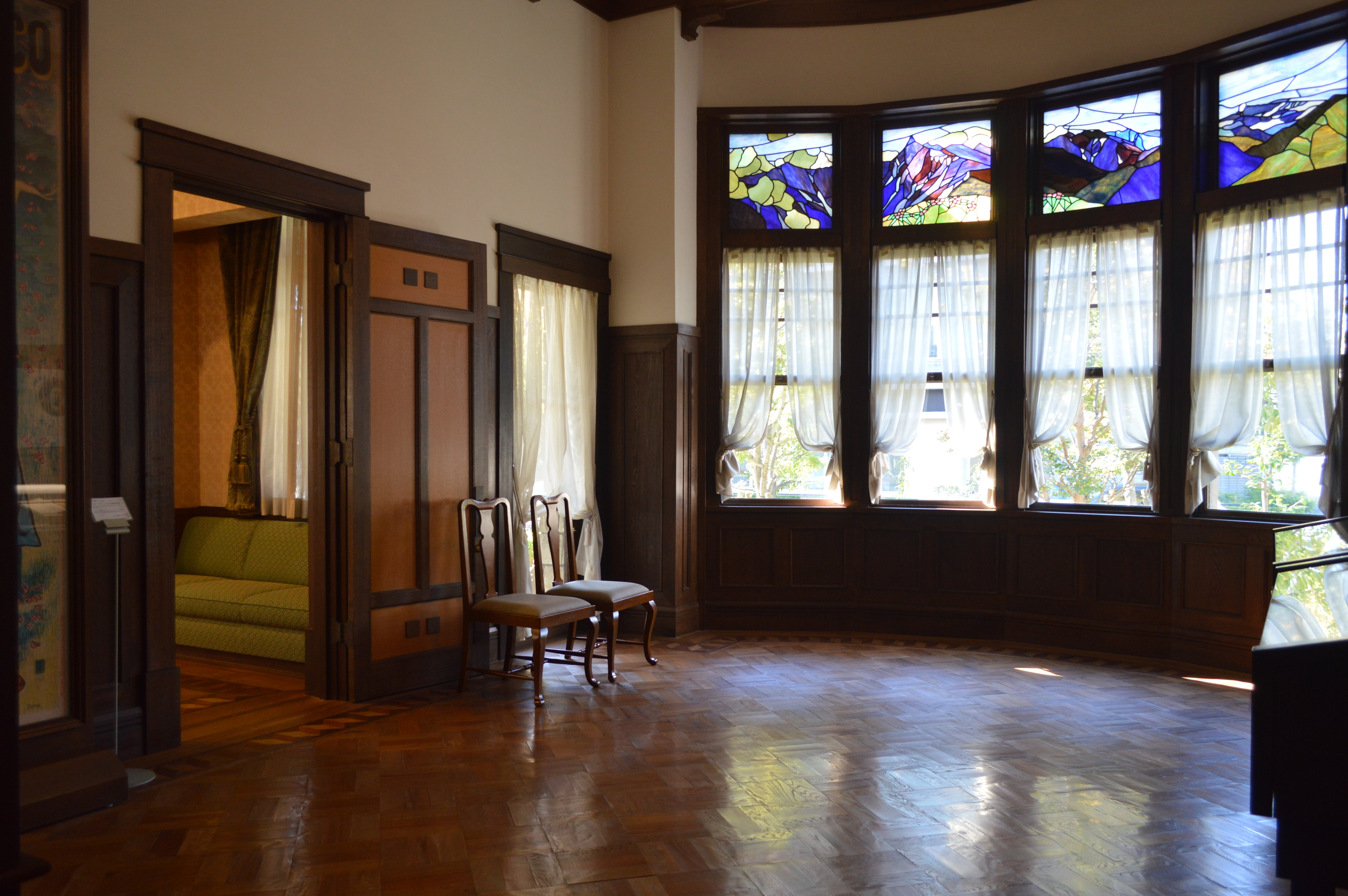
旧食堂
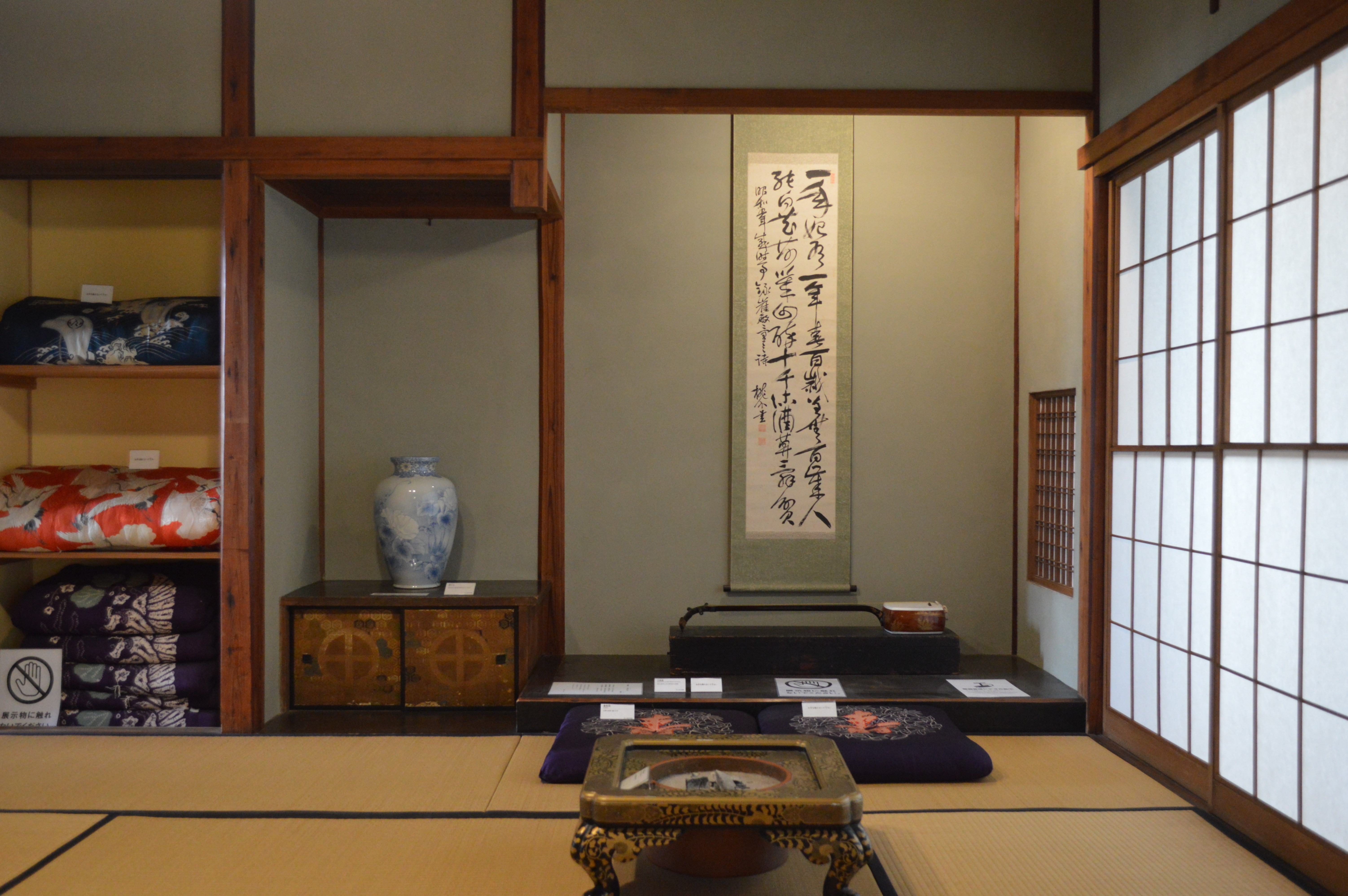
和室
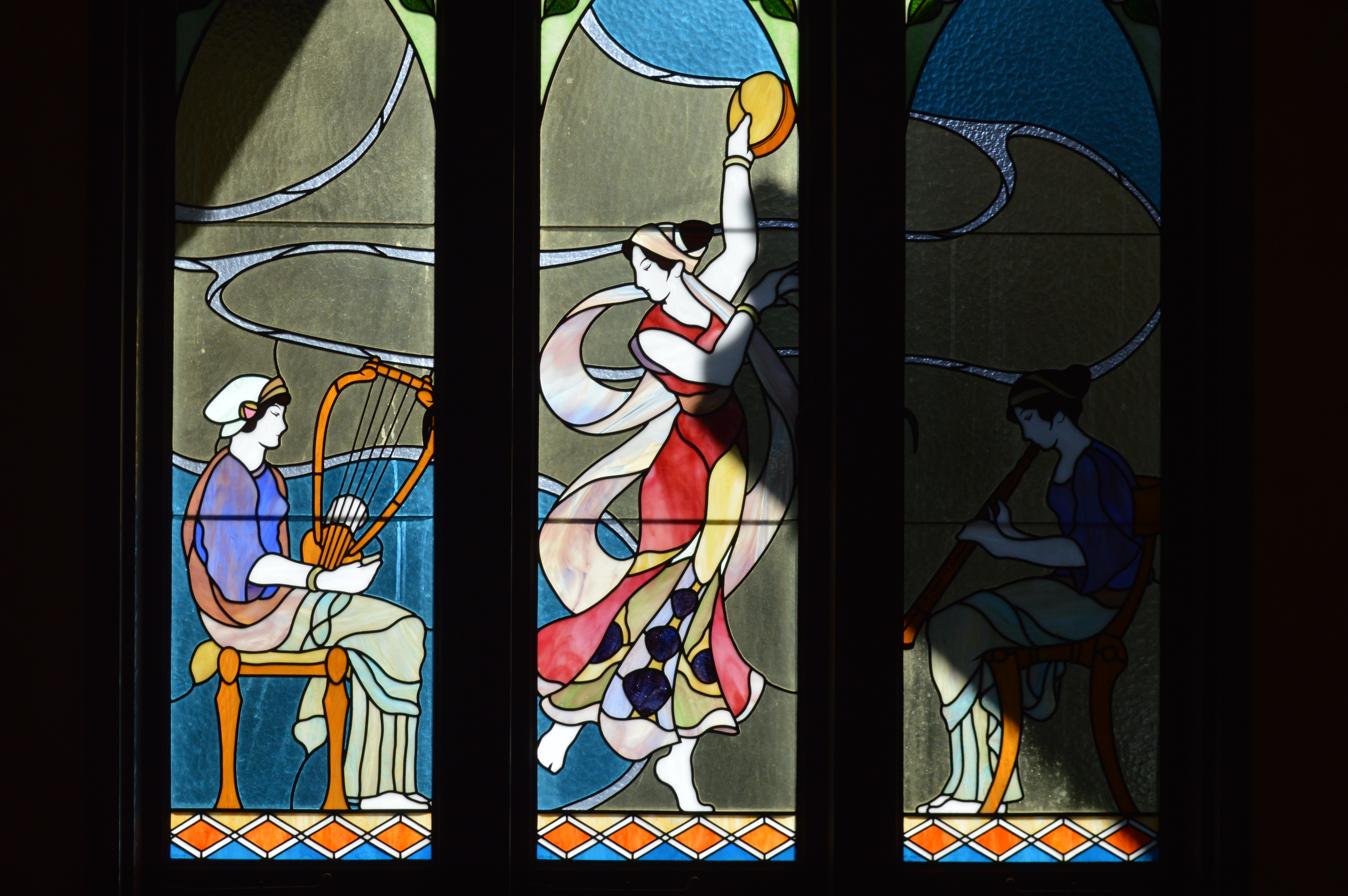
ステンドグラス
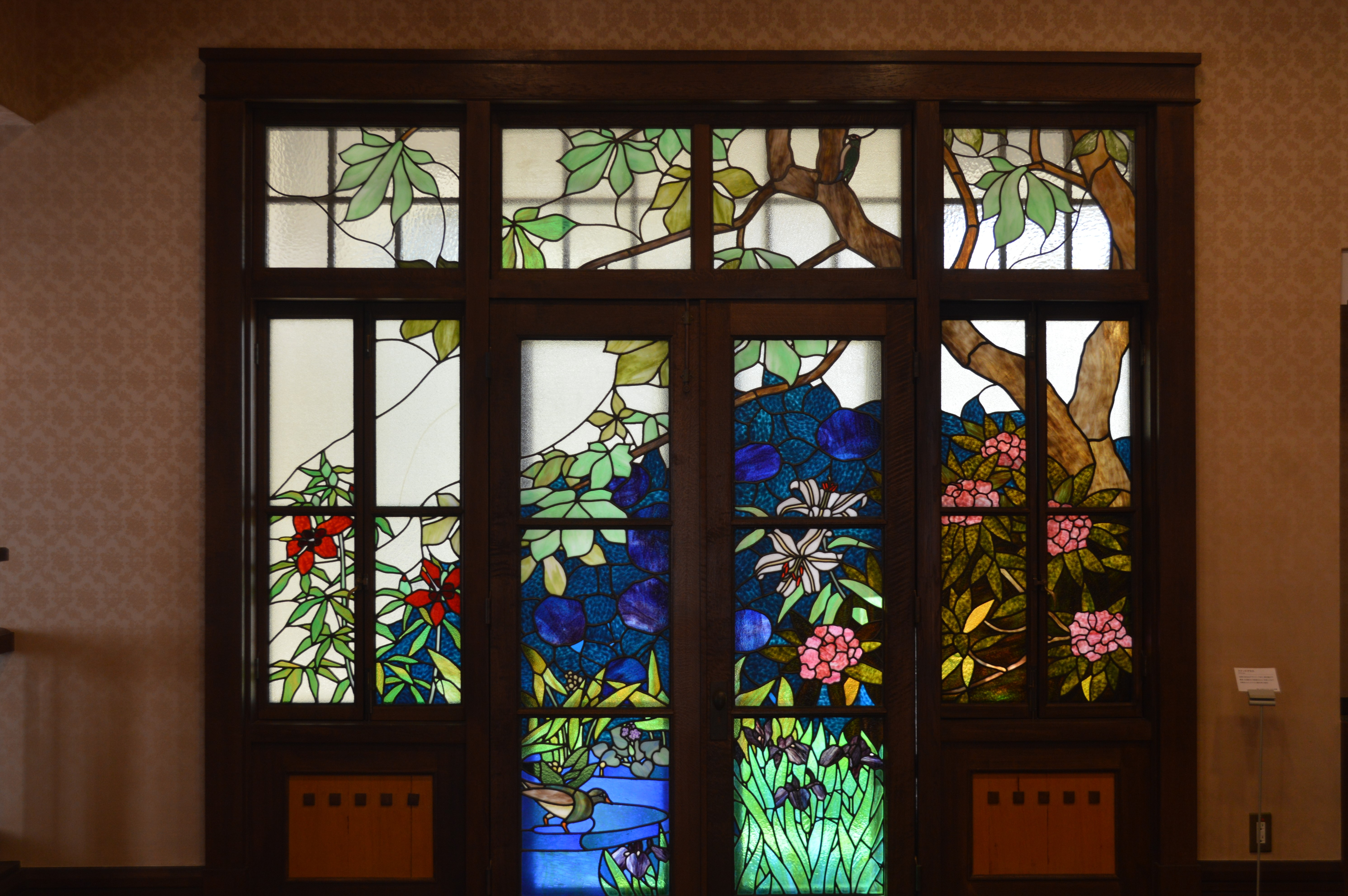
ステンドグラス

### 2階
郷土ゆかりの文芸資料室として、近代文学の祖こと坪内逍遙をはじめ、城山三郎（直木賞）、小谷剛（芥川賞）、江夏美好（田村俊子賞）、春日井建（迢空賞）など名古屋を中心とする郷土ゆかりの文学者および文芸作品を、資料やパネルで紹介。年に4回、特別企画展を開催している。

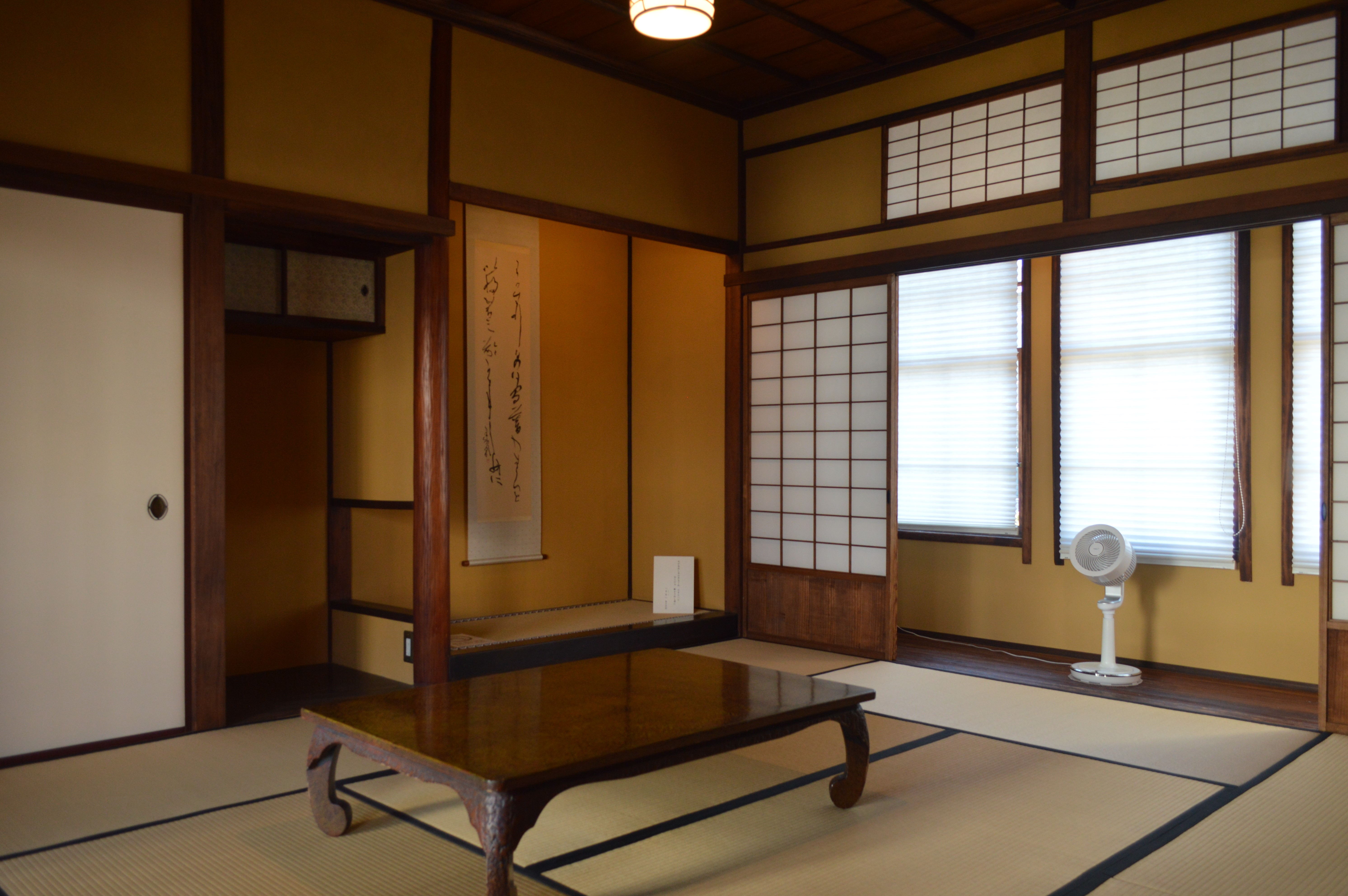
和室

## 利用案内
- 開館時間：10：00 - 17：00
- 休館日：毎週月曜日（祝日の場合はその翌日）、年末年始
- 入館料：200円、中学生以下無料
  - 文化のみち橦木館共通券：大人320円

## 交通アクセス
- 名古屋市営地下鉄桜通線「高岳駅」下車、徒歩で約10分[2]。
- 基幹バス2号「白壁」バス停下車、徒歩で約5分[2]。
- 名古屋市営バス「飯田町」バス停下車、徒歩で約2分[2]。
- メーグル（なごや観光ルートバス）「文化のみち二葉館」バス停下車[2]。
- 駐車場：10台、1回300円（30分以内無料）